# Parallax Software
Parallax Software var en datorspelsutvecklare mest känd för att ha skapat Descent-serien. Företaget grundades 1993 av Matt Toschlog och Mike Kulas. Efter att ha släppt Descent II 1997, delades företaget upp. Man bildade Volition Inc. (Mike Kulas) i Champaign, Illinois och Outrage Entertainment (Matt Toschlog) i Ann Arbor, Michigan. Båda företagen köptes sedan upp av distributören THQ. I juli 2003 upphörde verksamheten hos Outrage, men Volition Inc. utvecklar fortfarande spel.